# 16 Ursae Majoris
16 Ursae Majoris (c Ursae Majoris) é uma estrela na direção da Ursa Major. Possui uma ascensão reta de 09h 14m 20.55s e uma declinação de +61° 25′ 24.2″. Sua magnitude aparente é igual a 5.18. Considerando sua distância de 64 anos-luz em relação à Terra, sua magnitude absoluta é igual a 3.72. Pertence à classe espectral F9V.